# Млодошовиці
Млодошовиці (пол. Młodoszowice, нім. Zindel) — село в Польщі, у гміні Ґродкув Бжезького повіту Опольського воєводства.
Населення — 381 особа (2011).

## Демографія
Демографічна структура станом на 31 березня 2011 року:
|          | Загалом | Допрацездатний вік | Працездатний вік | Постпрацездатний вік |
| -------- | ------- | ------------------ | ---------------- | -------------------- |
| Чоловіки | 191     | 43                 | 136              | 12                   |
| Жінки    | 190     | 34                 | 117              | 39                   |
| Разом    | 381     | 77                 | 253              | 51                   |